# Karel Van Eycken
Karel Van Eycken (Vilvoorde, 14 februari 1943) is een Vlaams componist. In de muziek is hij autodidact.
In 1985 publiceerde hij een biografie van de Tsjechische componist Bohuslav Martinů. Tijdens zijn loopbaan componeerde hij zeer weinig en behield er slechts enkele werken van zoals het eerste strijkkwartet en het houtblazerskwartet.
Na zijn pensionering verscheen vooral kamermuziek: tweede strijkkwartet, cellosonate; blaaskwintet; nonet; vioolsonate; trio voor viool,klarinet en piano; trio voor fluit, altviool en harp; sonate voor klarinet en piano; sonate voor fluit en harp; pianowerk.
Andere werken zijn onder andere: symfonisch gedicht; Cantate Esopet; Suite 'Acht' voor 8 celli; Vier sonnetten van Petrarca voor bariton en ensemble; Klaagzang voor Irak, voor koor en piano; sonate voor twee piano's; Liederen op teksten van onder andere Paul van Ostaijen.
Twee strijkkwartetten en de cellosonate zijn op cd verschenen door het César Frank - strijkkwartet en de cellist Apolonio Arias Luna en zijn dochter de pianiste Adelaïde Bak-Arias.